# Resolució 1614 del Consell de Seguretat de les Nacions Unides
La Resolució 1614 del Consell de Seguretat de les Nacions Unides fou adoptada per unanimitat el 29 de juliol de 2005. Després de recordar les resolucions anteriors sobre Israel i el Líban, incloses les resolucions 425 (1978), 426 (1978) i 1583 (2005), el Consell va estendre el mandat de la Força Provisional de les Nacions Unides al Líban (UNIFIL) durant sis mesos més fins al 31 de gener de 2006.

## Resolució

### Observacions
El Consell de Seguretat va recordar la conclusió del secretari general Kofi Annan que Israel havia retirat les seves forces del Líban a partir del 16 de juny de 2000, d'acord amb la Resolució 425. Va subratllar la naturalesa temporal de l'operació de la UNIFIL i va instar el respecte de la Línia Blava, donat els incidents recents. Hi havia preocupació per les tensions al llarg de la línia blava, i el Consell va notar, juntament amb el secretari general, que la situació no garantia un canvi en el mandat de la UNIFIL.

### Actes
El Govern del Líban fou cridat a restablir la seva autoritat al sud del Líban a través del desplegament de les forces libaneses. Es va instar a les parts a garantir la plena llibertat de circulació de la UNIFIL i garantir la seva seguretat. Tant Israel com el Líban van ser convocats a complir els compromisos per respectar la línia de retirada identificada per les Nacions Unides i foren condemnades totes les violacions aèries, marítimes i terrestres de la línia.
La resolució recolza els esforços de la UNIFIL per supervisar les violacions de la línia de retirada i pel desminatge, fomentant la necessitat de proporcionar mapes de la ubicació de mines terrestres. Es va demanar al Secretari General que continués les consultes amb el govern libanès i els països que aporten contingents sobre l'aplicació de la resolució actual. A més, el va dirigir a informar sobre les activitats de la UNIFIL i sobre les tasques realitzades per l'Organisme de les Nacions Unides per la Vigilància de la Treva (UNTSO).
Finalment, la resolució va concloure subratllant la importància d'una pau justa i duradora a l'Orient Mitjà basada en les resolucions pertinents del Consell de Seguretat, incloses les 242 (1967) i 338 (1973).